# Passerea
Passerea é um dos dois principais clados de Neoaves e o grupo irmão dos Columbea, proposto com base em análise genética.